# Freischwinger (Uhr)

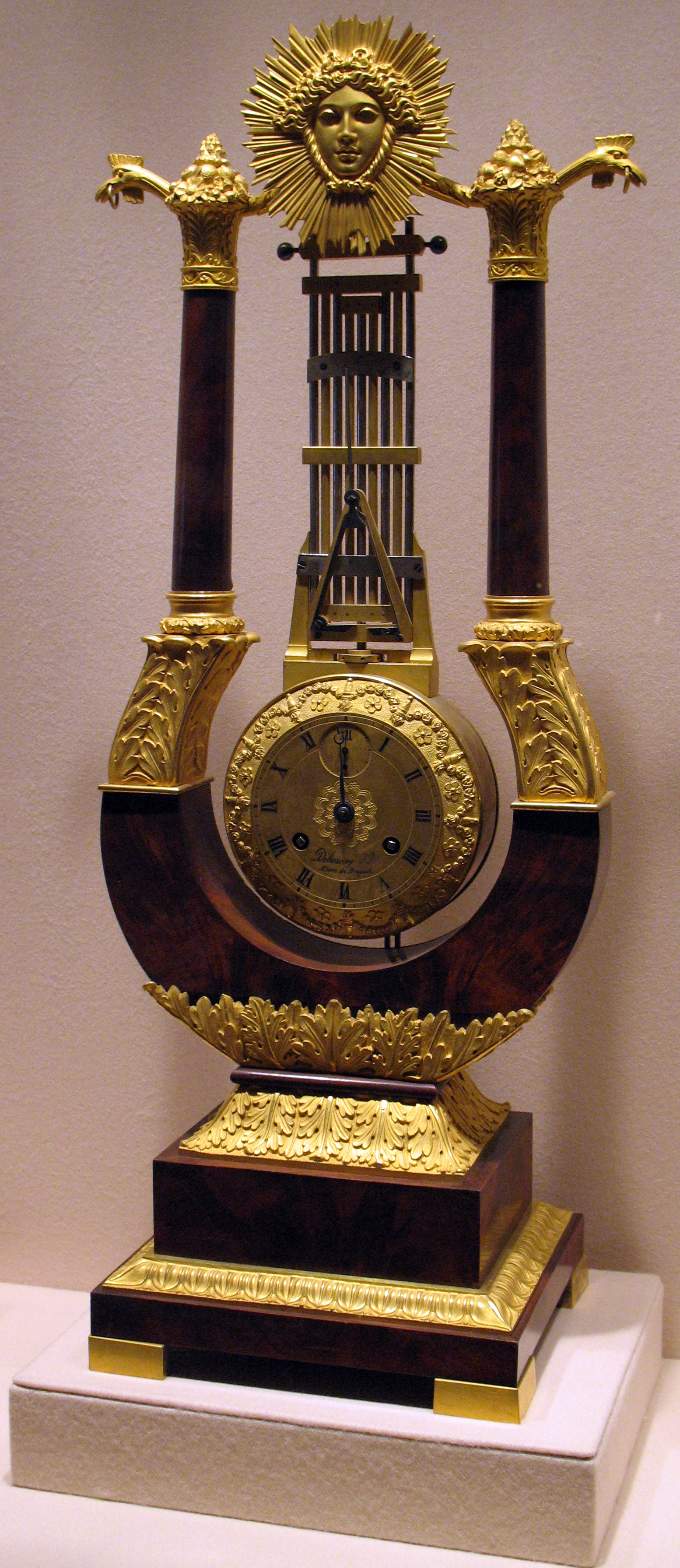
Typus A
Lyra Form (um 1830)

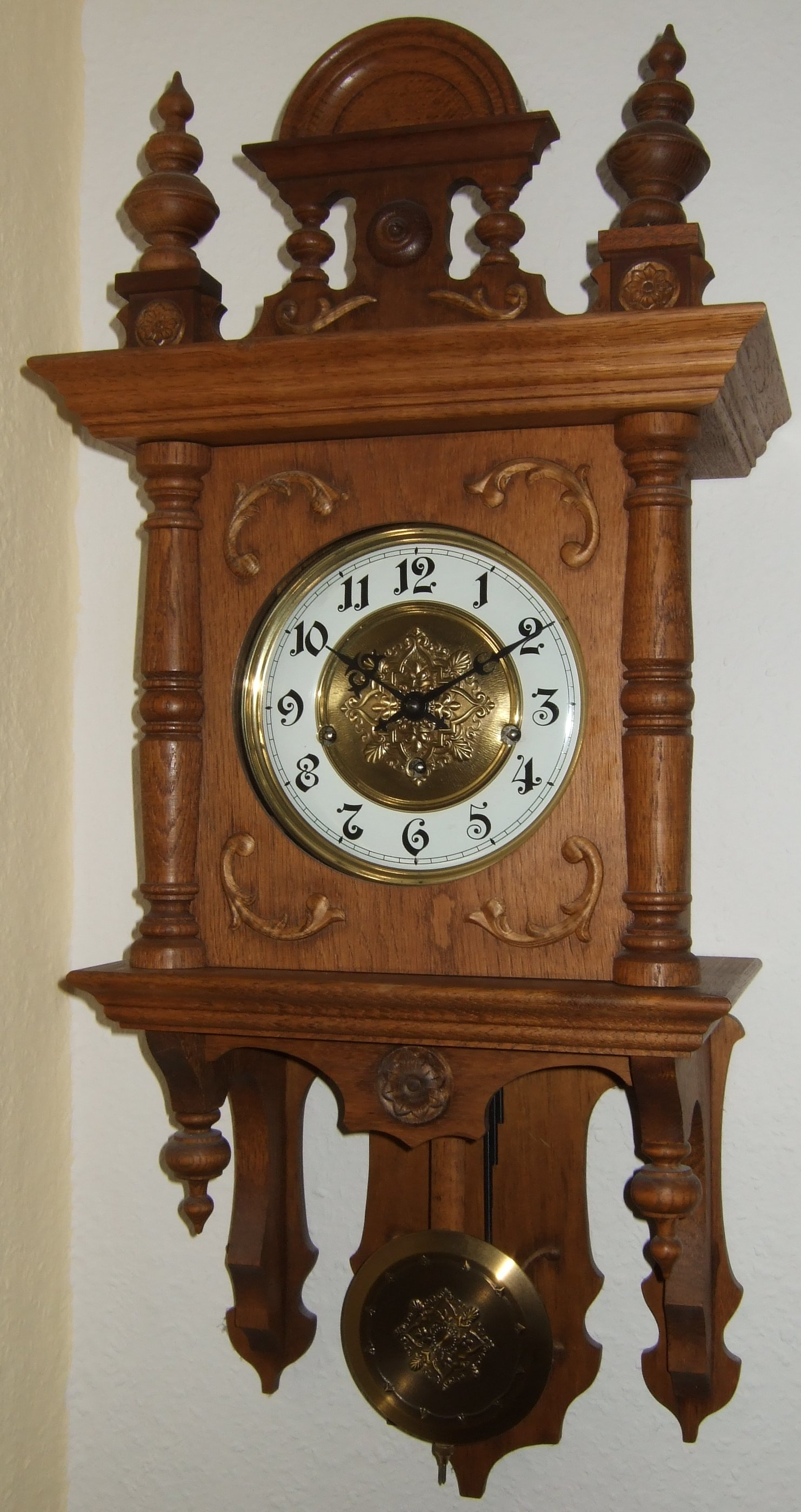
Typus B
Nachbau (21. Jh.)

Unter einem Freischwinger versteht man drei Bauarten von Pendeluhren:
- eine Uhr, die ihr eigenes Uhrwerk in Form einer Pendellinse hat;
- eine Wanduhr mit einem Pendel, das frei unterhalb des Uhrenkastens schwingt;[1][2]
- eine Turmuhr, dessen Pendel in Intervallen frei schwingt.

## Beschreibung

### Typus A
Die Uhr ist so konstruiert, dass sie praktisch ihr eigenes Pendel darstellt, ähnlich einer Mysterieuse. Das Uhrwerk mit dem Zifferblatt bilden die Pendellinse. Es sind Uhren bekannt, bei denen das Zifferblatt auf beiden Seiten der Pendellinse angebracht ist, so dass die Zeit gleichzeitig von vorne und von hinten ablesbar ist.
Erste Uhren sind schon aus der Zeit Ludwigs XVI. bekannt. Die Aufhängung wurde meistens in Form einer antiken Lyra hergestellt. Die temperaturkompensierte Pendelstange stellt gleichzeitig die Saiten des altgriechischen Musikinstruments dar. Erst im 19. Jahrhundert breitete sich dieser Freischwingertypus in verschiedenen anderen Formen aus.

### Typus B
Der zweite Typus ist eine Wanduhr mit einem Federantrieb. Das Uhrwerk mit einem Zifferblatt ist in einem eckigen Holzgehäuse untergebracht. Das Pendel wird durch einen schmalen Schlitz im Gehäuse nach unten geführt, so dass er unterhalb des Kastens „freischwingen“ kann. Uhren dieses Typus sind in deutschsprachigen Gebieten in der Zeit des Historismus entstanden. Eine massenhafte Verbreitung erfolgte aber erst Mitte des 20. Jahrhunderts. Noch heute erhält man im Handel Nachbauten dieser Uhren.

### Typus C

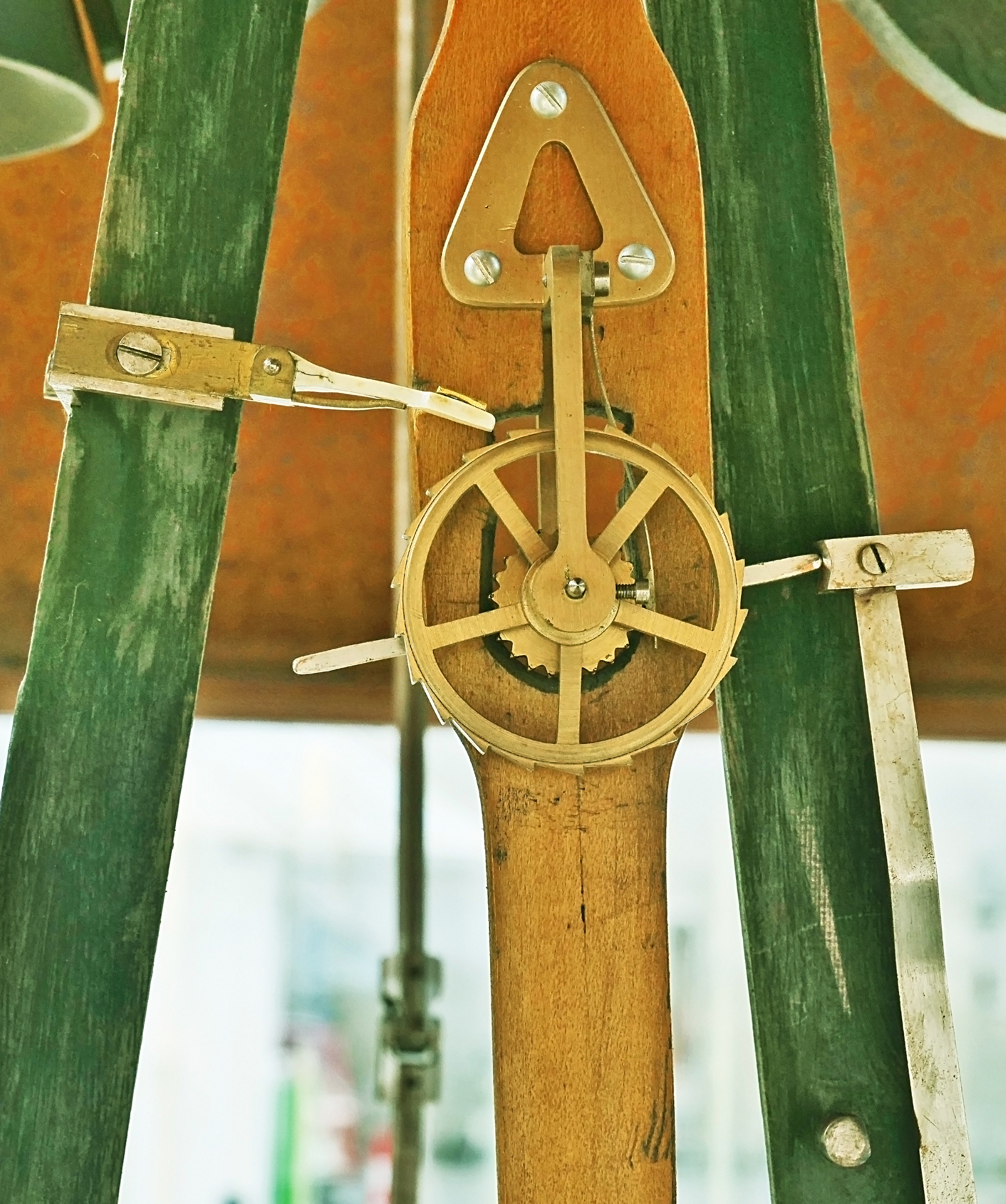
Mannhardt`sche Freischwinger-Mechanik, Schaltrad im Moment der Auslösung

Das Freischwingende Pendel (kurz »Freischwinger«) beschreibt eine Mechanik die zur Verbesserung der Ganggenauigkeit an mechanischen Turmuhrwerken erdacht wurde. Die Idee dazu war, den Taktgeber – das mechanische Pendel – intervallmäßig vom Gangwerk zu entkoppeln und stammt wahrscheinlich vom Uhrenbauer und Pfarrer Josef Feller aus Kreuzholzhausen. 
Mit der vor allem von Mannhardt nach 1860 entwickelten Mechanik konnten die veränderlichen rückwirkenden Kräfte der nachgeordneten Uhrenkomponenten durch
- veränderliche Widerstände im Zeigerwerke durch Wind und Wetter
- Verschleiß der Lager und Zahnräder
- Alterung der Schmiermittel
- Veränderungen im Reibungswiderstand

minimiert werden. Das Pendel führt dabei ungehindert und frei (meist eine Minute lang) eine Anzahl Schwingungen aus und erst bei der letzten sorgt ein kleines, reibungsarmes Zählschaltwerk für die Übertragung des Zeitimpulses an Räderwerk mit Zeigerwerk sowie die Rückübertragung eines Kraftimpulses an das Pendel um die verbrauchte Energie auszugleichen. 
Das Prinzip wurde von einigen Turmuhrbauern des 19. Jahrhunderts wie Theodor Fendt (Marktoberdorf), Johann Ignaz Fuchs (Bernburg), Johann Baptist Fischer (Salzburg), S. Perrot (Calw) und Bernard Vortmann (Recklinghausen) aufgegriffen und abgewandelt.